# Pygeum beccarii
Pygeum beccarii är en rosväxtart som beskrevs av Henry Nicholas Ridley. Pygeum beccarii ingår i släktet Pygeum och familjen rosväxter. Inga underarter finns listade i Catalogue of Life.